# 禁じられた遊び
『禁じられた遊び』（きんじられたあそび、原題: Jeux interdits ）は、1952年のフランスのドラマ映画。監督はルネ・クレマン、出演はブリジット・フォッセーとジョルジュ・プージュリーなど。フランソワ・ボワイエの小説"Les Jeux inconnus"を原作とし、戦争で孤児となった5歳のフランス人少女の運命を描いた映画である。
アカデミー賞名誉外国語映画賞（後の外国語映画賞に当たる）、ヴェネツィア国際映画祭サン・マルコ金獅子賞などを受賞した。日本では、1953年のキネマ旬報外国映画ベスト1に、また同年のブルーリボン賞の外国作品賞に選出された。
劇伴は全編を通してナルシソ・イエペスがギター一本で演奏した。これにより「愛のロマンス」が広く知られることとなった（1941年の映画『血と砂』ですでに使われていた）。

## ストーリー
1940年6月、ドイツ軍から逃げるため街道を進む群衆の中に、幼女ポーレットがいた。そこに戦闘機による機銃掃射があり、彼女は一緒にいた両親と愛犬を失ってしまう。ポーレットは愛犬の死体を抱きながら川沿いの道を彷徨い、そこで牛追いをしていた農家の少年ミシェルと出会う。彼の家庭は貧しかったが、ポーレットが両親を亡くしていることを知り、彼女を温かく迎え入れる。ミシェルはポーレットに親近感を持ち、無垢なポーレットもミシェルを頼るようになる。
幼いポーレットは死というものがまだよく分からず、神への信仰や祈り方も知らなかった。ポーレットはミシェルから「死んだものはお墓を作るんだよ」と教えられ、愛犬の死体を人の来ない水車小屋に埋葬し、祈りをささげる。愛犬がひとりぼっちでかわいそうだと思ったポーレットは、もっとたくさんのお墓を作ってやりたいと言い出す。ミシェルはその願いに応えてやりたくなり、モグラやヒヨコなど、様々な動物の死体を集めて、次々に墓を作っていく。二人の墓を作る遊びはエスカレートし、ついには、十字架を盗んで自分たちの墓に使おうと思い立つ。
そのころ、馬に蹴られて寝込んでいたミシェルの兄が亡くなり、ミシェルは父が用意した霊柩車から飾りの十字架を盗む。十字架が消えていることに父が気づいてミシェルを問い詰めると、ミシェルは隣人がやったのだと言い逃れをする。葬儀に参列したポーレットが教会にある美しい十字架を気に入ったので、ミシェルはその十字架も盗もうと教会を訪れるが、失敗して神父に追い返される。すると、それを聞いたポーレットは、ミシェルの兄が埋葬されている墓場にも十字架は沢山あると言い出す。ミシェルとポーレットは、爆撃で光る夜空の下、墓場から多くの十字架を盗みだして自分たちの墓地へと運ぶ。
ところが、墓参りに行った家族が、墓場が荒らされていることに気づいてしまう。ミシェルの父は、息子の十字架まで引き抜かれているのを目にして激昂し、それを隣人のせいだと思い込んで、隣人と取っ組み合いの喧嘩を始める。すると、そこに神父が現れ、十字架を盗んだのはミシェルであろうと明かす。彼はその場から逃げ出し、家出をする。水車小屋に隠れたミシェルは、盗んだ大小さまざまな十字架で美しく装飾した自分たちの墓地を、満足げに見つめていた。その夜、ミシェルはこっそりと家に戻り、自分たちの墓地がとても素敵になったとポーレットに伝える。
しかし翌朝、ミシェルがポーレットに墓地を見せようとした矢先に、警官が彼の家を訪ねてくる。父は、警官が来たのはミシェルが十字架を盗んだからだと思い込み、彼を見つけ出して十字架を隠した場所を聞き出そうとする。ところが、警官がやってきた本当の理由は、戦災孤児として申告していたポーレットを引き取って孤児院に入れる為だった。それまで口を割らなかったミシェルは慌てだし、十字架の場所を言うからポーレットを家に置いてくれと父に頼んで、十字架のありかを白状する。しかし、父は約束を破り、ポーレットの身請けの書類にサインをしてしまう。怒ったミシェルは家を飛び出して水車小屋へ走り、腹いせに十字架を次々に引き抜いて川に投げ捨てる。すべてを捨てたあと、ミシェルは車のエンジン音を耳にする。それはポーレットが連れて行かれる車の音だった。
ポーレットは多くの人であふれる駅に連れてこられる。修道女によって首から名札を下げられたポーレットは、この場所から動かずに待っているように言われて、その場に残される。ポーレットが一人きりになると、人ごみの中から「ミシェル！」と呼ぶ声が聞こえてくる。その声にハッとしたポーレットは涙して、ミシェルの名を叫びながら探しに行く。しかし人違いで、彼はいなかった。ポーレットはママとミシェルの名を泣き叫びながら走り出し、雑踏の中へと姿を消していく。

## キャスト
| 役名                                 | 俳優                     | 日本語吹替                              | 日本語吹替                              | 日本語吹替                      | 日本語吹替 |
| 役名                                 | 俳優                     | TBS版                                   | 日本テレビ版                            | テレビ朝日版                    | N.E.M.版   |
| ------------------------------------ | ------------------------ | --------------------------------------- | --------------------------------------- | ------------------------------- | ---------- |
| ポーレット                           | ブリジット・フォッセー   | 橘和香                                  | 佐藤久里子                              | 冨永みーな                      | 戸松遥     |
| ミシェル・ドレ                       | ジョルジュ・プージュリー |                                         | 水野哲                                  | 岡村悦明                        | 小松未可子 |
| ジョゼフ・ドレ（ミシェルの父）       | リュシアン・ユベール     | 桑山正一                                | 名古屋章                                | 増岡弘                          | 稲田徹     |
| ミシェルの母                         | シュザンヌ・クールタル   |                                         | 田代信子                                | 野中マリ子                      | 森本73子   |
| ジョルジュ・ドレ（ミシェルの長兄）   | ジャック・マラン         |                                         | 水鳥鉄夫                                | 園田裕久                        | 野津山幸宏 |
| ベルト・ドレ（ミシェルの姉）         | ロランス・バディ         |                                         | 清水文子                                | 吉田理保子                      | 前田玲奈   |
| フランシス・グアール（ベルトの恋人） | アメデ                   |                                         | 坂部文昭                                | 富山敬                          | 谷口悠     |
| 司祭                                 | ルイ・サンテーブ         |                                         | 太宰久雄                                | 浮田左武郎                      | 山中誠也   |
| レイモン・ドレ（ミシェルの次兄）     | ピエール・メロヴェ       |                                         |                                         | 亀谷雅彦                        | 虎島貴明   |
| グアール氏（フランシスの父）         | アンドレ・ワスリー       |                                         | 大久保正信                              | 小瀬格                          | 野坂尚也   |
| 不明 その他                          |                          |                                         | 大久保正信 坂部文昭 三枝みち子 熊倉重之 |                                 |            |
|                                      |                          |                                         |                                         |                                 |            |
| 演出                                 | 演出                     |                                         | 長野武二郎                              |                                 |            |
| 翻訳                                 | 翻訳                     |                                         | たかしまちせこ                          |                                 |            |
| 効果                                 |                          |                                         |                                         |                                 |            |
| 調整                                 | 調整                     |                                         | 遠矢征男 /遠西勝三                      |                                 |            |
| 制作                                 | 制作                     |                                         | ニュージャパンフィルム                  |                                 |            |
| 解説                                 |                          |                                         |                                         |                                 |            |
| 初回放送                             | 初回放送                 | 1964年2月9日 『日曜鑑賞会』 13:15-15:00 | 1974年6月5日 『水曜ロードショー』       | 1977年12月25日 『日曜洋画劇場』 |            |

- N.E.M.版：様々な名画を現代の人気声優が吹き替える「New Era Movie」というプロジェクトによって製作されている。

他に、16ミリフィルムの日本語吹き替え版（86分尺）が福岡市総合図書館に所蔵されている。

## 漫画版
日本では1971年に大島弓子により漫画化されている。また、藤子不二雄Aが同名のタイトルで似たような設定で漫画にしている。なお、藤子不二雄A自身も、自分が選ぶ洋画ベスト10の中にこの作品を入れている。
- 大岡まち子『禁じられた遊び』（講談社週刊少女フレンド、1968年7月23日号）[9]
- 大島弓子『禁じられた遊び』（『野イバラ荘園』収録）
- 藤子不二雄A『禁じられた遊び』